# 金沢西インターチェンジ
金沢西インターチェンジ（かなざわにしインターチェンジ）は、石川県金沢市神野町東ならびに同市古府町東にある北陸自動車道のインターチェンジである。

## 歴史
- 1972年（昭和47年）10月18日 - 北陸自動車道の当IC - 小松IC間が開通[1][7][8]、供用開始[2][3]。当初は福井方面の出入口のみの運用（ハーフインターチェンジ）。
- 1978年（昭和53年）10月12日 - 当IC - 金沢東IC間が開通[2][8][9][10]。
- 1981年（昭和56年）11月 - 石川県と金沢西インターチェンジフル化に関する協定を締結[11]。
- 1983年（昭和58年）10月28日 - 新潟方面の出入口となる第二料金所を開設[4]、フルインター化[5]。
- 1987年（昭和62年） - 松島ランプ着工[2]。
- 1990年（平成2年）12月3日 - 松島ランプ完成[2]。

## 道路
- E8 北陸自動車道（16番）

直接接続
- 国道8号（金沢バイパス）[3]
- 石川県道197号寺中西金沢線

間接接続
- 石川県道25号金沢美川小松線（野田専光寺線・西インター大通り）[3]

## 料金所
- ブース数：12

### 第一料金所（福井方面）
- 所在地：金沢市神野町東539番地

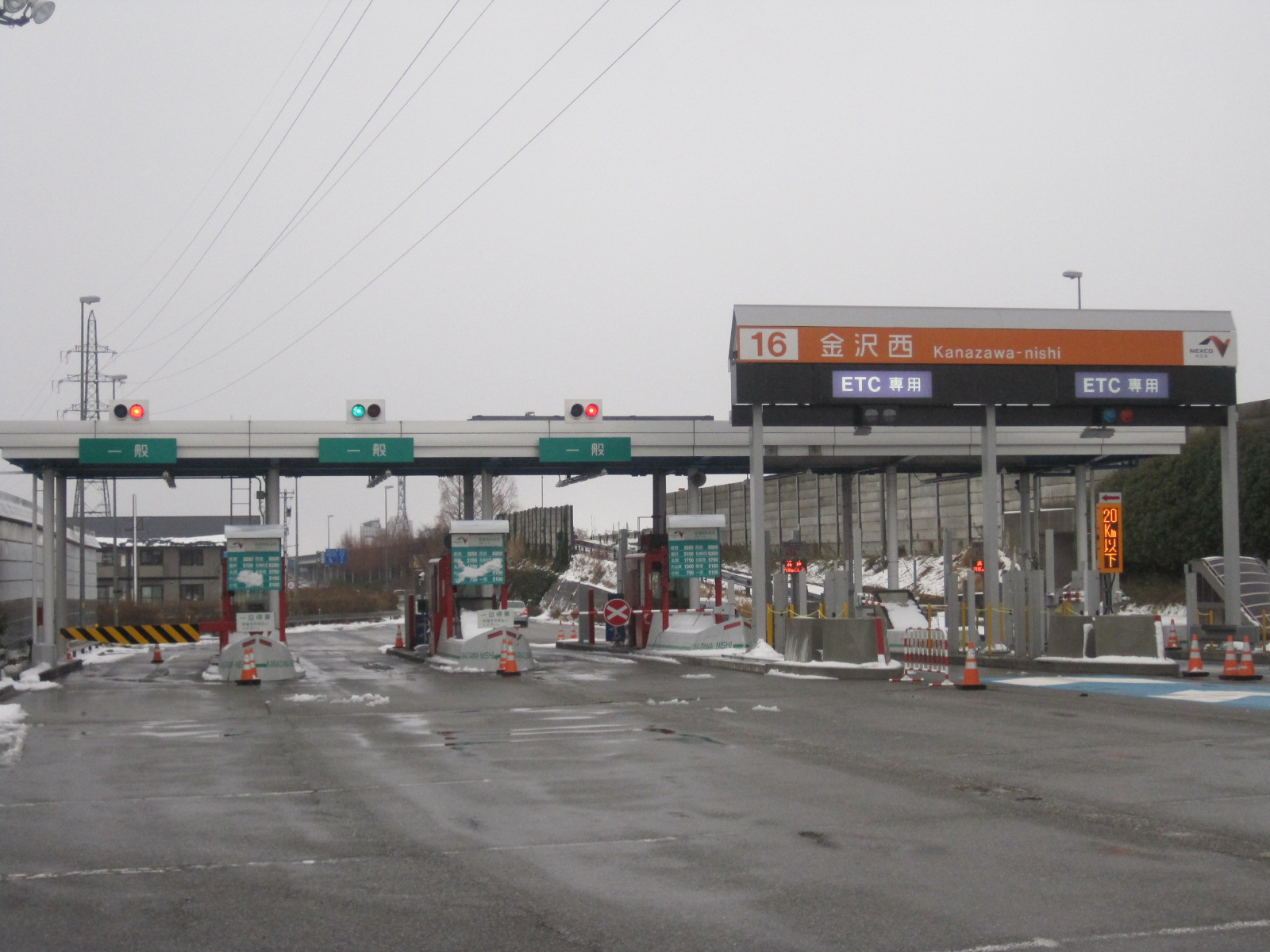
金沢西IC第一料金所（下り・福井方面からの出口）

  - 第一料金所の隣接地には中日本高速道路（NEXCO中日本）金沢支社および石川県警察高速道路交通警察隊（本隊）が所在している。
- ブース数：8

#### 入口
- ブース数：3
  - ETC専用：1
  - ETC/一般：1
  - 一般：1

#### 出口
- ブース数：5
  - ETC専用：2
  - 一般：3

### 第二料金所（富山方面）
- 所在地：金沢市古府町東876番地
- ブース数：4

#### 入口
- ブース数：2
  - ETC/一般：2

#### 出口
- ブース数：2
  - ETC/一般：2

## 周辺
- 西部緑地公園
  - 石川県立野球場
  - 石川県西部緑地公園陸上競技場
  - 石川県産業展示館
  - いしかわ総合スポーツセンター
- テレビ金沢
- 石川県農業会館
  - 石川県信用農業協同組合連合会（JAバンク石川）本所
- 金沢トラックターミナル
- 新金沢郵便局
- 北陸朝日放送
- 箔一本店 箔巧館
- テルメ金沢

## 隣
E8 北陸自動車道
(15-2)白山IC - (16)金沢西IC - (17)金沢東IC